# Bible hlaholská

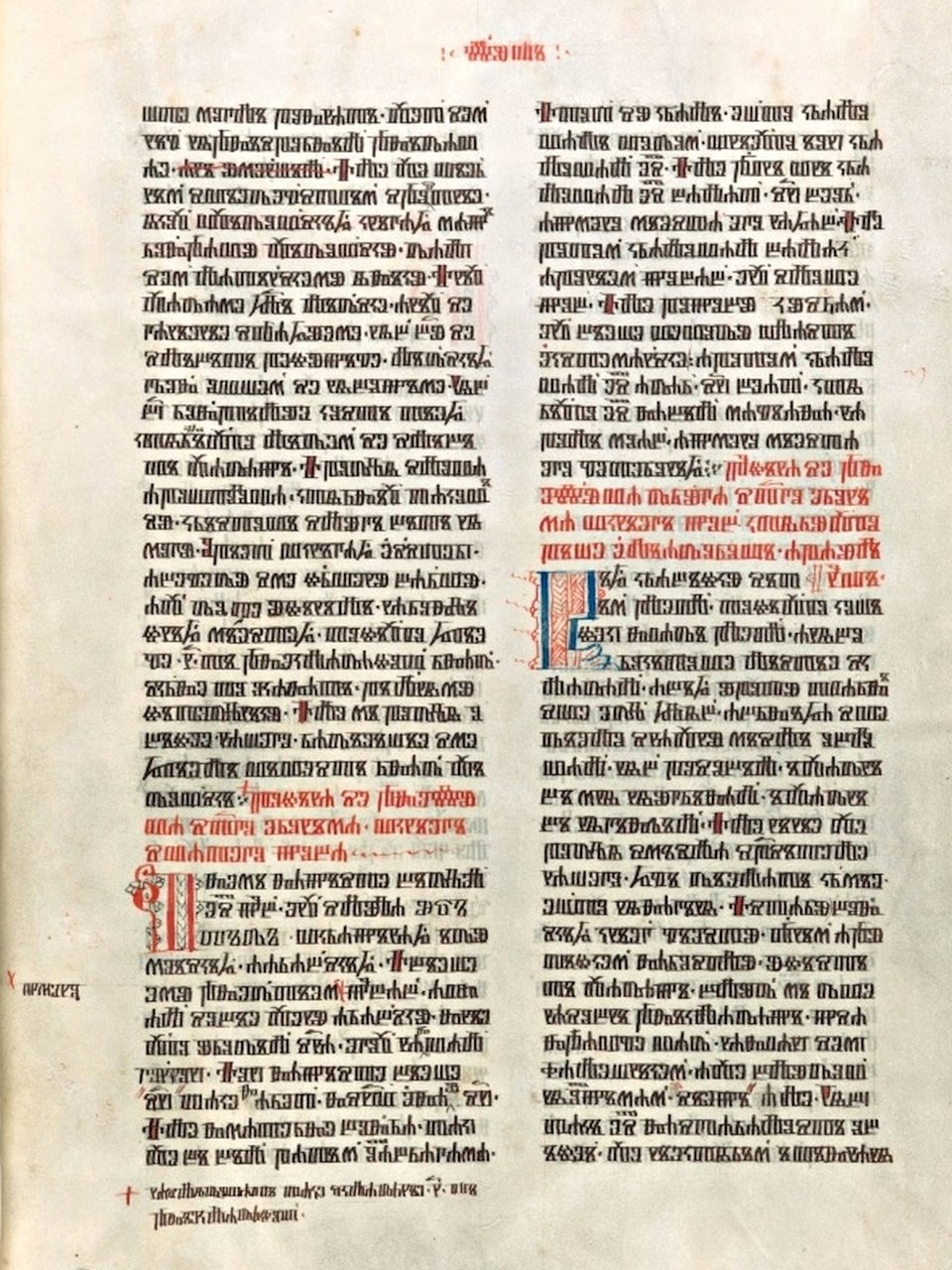
Bible emauzská

Bible hlaholská (též Bible emauzská nebo Bible vyšebrodská) je český rukopisný překlad bible pocházející z pražského Emauzského kláštera z roku 1416. Její text se řadí do tzv. 2. redakce staročeského překladu. Dnes se nachází v Národní knihovně ČR v Praze. Zachoval se z ní jen jeden svazek obsahující biblické knihy Paralipomenon až Jób a Přísloví až Sírachovec, dále žaltář s dodatky a biblické prology k předchozím knihám.
Z ostatních svazků se zachovalo jen 11 fragmentů.
Tato bible vznikla v charvátsko-hlaholském kulturním prostředí, kde bohoslužebným jazykem byla církevní slovanština charvátského typu, která se do Prahy dostala v roce 1347 z Dalmácie. Používané české spisy (nepříliš časté) se přepisovaly hlaholicí.